# Уайт, Эдвард Лукас
Эдвард Лукас Уайт (англ. Edward Lucas White; 11 мая 1866, Берген — 30 марта 1934, Балтимор) — американский писатель и поэт.

## Биография
Родился в Бергене, образование получил в университете Джонса Хопкинса в городе Балтиморе, где он создал большую часть своих работ. С 1915 до своей отставки в 1930 году он состоял учителем в школе для мальчиков в Балтиморе, преподавал латынь и греческий.
Уайт написал ряд исторических романов включая: The Unwilling Vestal (1918), Andivius Hedulio (1921) и Helen (1926), но известность ему составили рассказы ужасов, самые известные из которых «Дом кошмара» (англ. The House of Nightmare") и «Лукунду» (англ. "Lukundoo"). Известно, что автор написал большую часть своих рассказов находясь под впечатлением своих от снов, а точнее кошмаров, пронзительных и ярких, посещавших его по ночам, используя своего рода автоматическое письмо, Уайт записывал их словно находясь в трансе. Эта способность роднит его с Лавкрафтом .
При его жизни выходили два сборника рассказов: «Песня Сирен» (англ. The Song of the Sirens) (1919) и «Лукунду и другие рассказы» (англ. Lukundoo and Other Stories) (1927). Он умер от собственной руки. 30 марта 1934, спустя семь лет после смерти жены, Агнес Джерри, он был найден мертвым в заполненной газом ванной своего дома в Балтиморе. Коронер определил что причина смерти -самоубийство. Последняя книга Уайта, «Супружество» Matrimony (1932) была мемуарами о счастливых годах семейной жизни.
«Лукунду», самый известный рассказ Уайта, рассказывает о исследователе затерянных областей Африки, навлекшем на себя гнев местного шамана. Из-за проклятья, на теле несчастного образуются гнойники, развивающиеся в миниатюрных гомункулов. От них можно избавляться лишь отрезая им головы. Единственный выход, который остается несчастной жертве, уставшей с ними бороться, это уйти из жизни.
Два посмертных издания его рассказов были опубликованы издательством Midnight House «Дом кошмара» (англ. The House of the nightmare) (1998), под редакций Джона Пелана и « Sesta and Other Strange Stories (2001)», под редакцией Ли Вайнштейна. В последнем собраны неопубликованные ранее вещи.
В архиве Уайта имеется научно-фантастический утопический роман «Plus Ultra», создание которого началось в 1895 году. Уайт уничтожил рукопись, но возобновил работу в 1901. Позднее он написал новеллу From Behind the Stars, включенную в окончательную версию романа, огромного формата (С. Т. Джоши оценивает её размер в 500,000 слов.) Книга продолжает оставаться неопубликованной.
Лавкрафт с большим уважением отозвался о своем коллеге по писательскому ремеслу: «Весьма примечательны в своем роде некоторые концепции автора романов и рассказов Эдварда Лукаса Уайта, который берет свои темы в основном из реальных снов. Странности в „Песне сирен“ очень жизненны, а „Лукунду“ и „Морда“ (англ. "The Snout") пробуждают темный страх. Мистер Уайт вводит в свои рассказы одну особенность — косой свет, который придает убедительность его описаниям».
Такой взыскательный критик как С. Т. Джоши признал писательскую магию Уайта и посвятил ему хвалебную статью, в которой он утверждает, что «Эдвард Лукас Уайт оставил нам маленькое но знаменательное собрание фантастических историй, которые очень долго ждали, пока появится новое поколение читателей, способных их оценить» («E.L. White: Dream and Reality», in The Evolution of the Weird Tale, Hippocampus Press, New York, 2001, p. 45).

### Романы
- El Supremo: A Romance of the Great Dictator of Paraguay (1916)
- The Unwilling Vestal: A Tale of Rome Under the Caesars (1918)
- Andivius Hedulio: Adventures of a Roman Nobleman in the Days of the Empire (1921)
- Helen (1926)

### Сборники рассказов
- The Song of the Sirens (1919)
  - «The Song of the Sirens», «Iarbas», «The Right Man», «Dodona», «The Elephant’s Ear», «The Fasces», «The Swimmers», «The Skewbald Panther», «Disvola», «The Flambeau Bracket».
- Lukundoo and Other Stories (1927)
  - «Лукунду» (англ. "Lukundoo"), «Floki’s Blade», «The Picture Puzzle», «The Snout», «Alfandega 49a», «The Message on the Slate», «Амина» (англ. "Amina"), «The Pig-Skin Belt», «Дом кошмара» (англ. The House of the Nightmare), «Sorcery Island».

### Исторические труды
- Why Rome Fell (1927)

### Автобиография
- Matrimony (1932)